# Вильчковский, Богуслав Богданович
Богуслав Богданович Вильчковский (1928—1964) — председатель колхоза «Искра» Барановичского района Брестской области, Белорусская ССР, Герой Социалистического Труда (1966, посмертно).

## Биография
Родился 17 марта 1928 года в деревне Погулянка Новогрудского воеводства в составе Польской Республики (ныне Барановичского района Брестской области Белоруссии) в семье помещика. Поляк.
Его родители в период воссоединения Западной Белоруссии и вхождения её в состав Белорусской ССР встали на сторону Советской власти. Жили на станции Мицкевичи.
В годы Великой Отечественной войны оставались на оккупированной территории. В 14 лет Богуслав стал связным партизанского отряда, собирал сведения, передавал партизанам, неоднократно участвовал в подрывах железнодорожного моста, вражеских эшелонов.
Вернувшись к мирной жизни, стал работать простым конюхом в колхозе «Искра». Жил в селе Малая Своротва Барановичского района. Вступил в ВКП(б)/КПСС. Вскоре был назначен бригадиром и в 1959 году выдвинут на пост председателя колхоза — это было решение партийной организации.
Был депутатом Верховного Совета БССР, членом ревизионной комиссии Брестской областной партийной организации.
Вечером 27 ноября 1964 года, во время выступления на партийном собрании в помещении правления колхоза, Богуслав Вильчковский был убит — преступник выстрелил из темноты, с улицы через окно. Это было ЧП не только республиканского, но и всесоюзного масштаба. Его убийца был установлен, признан виновным в совершении террористического акта и приговорен к высшей мере наказания.
Богуслав Богданович был похоронен на кладбище деревни Сорговичи.

## Память
- Имя Вильчковского до недавнего времени носил бывший колхоз «Искра».
- В селе Малая Своротва, в здании бывшей деревянной конторы, где был убит председатель, находится сейчас музей имени Вильчковского.
- На центральной усадьбе колхоза установлен бюст.
- Его имя носит улица в Барановичах.

## Награды
- Указом Президиума Верховного Совета СССР от 22 марта 1966 года за достигнутые успехи в развитии животноводства, увеличении производства и заготовок мяса, молока, яиц, шерсти и другой продукции Вильчковскому Богуславу Богдановичу присвоено звание Героя Социалистического Труда посмертно.
- Награждён орденом Ленина, медалями.